# クドー・シュンサク
クドー・シュンサク（1978年1月24日 - ）は、マルチ著作家。コラムニスト、放送作家、コピーライター、ソングライター、音楽家、演出家、ラジオパーソナリティなど、多くをこなす威風柔な表現人。
本名：玉川 昌雲（たまがわ しょううん）。ジュリー・アンクルの異名も持つ。大阪府大東市出身。大阪総合デザイン専門学校卒業。身長188cm、体重80kg、血液型O型。横浜市内に在住。未婚。

## 人物・来歴
生まれ育った大阪で野球やロックやレコード、家具のデザイン、映画に興味を持つ青春時代を過ごす。貧しくはない家庭で育つも、「貧しさより悲しいものがあった」という青春時代を過ごす。
大阪市立扇町高等学校卒業。専攻は人文学科。その後大阪総合デザイン専門学校に入学し2年間デザインを学ぶ。
1998年、20歳で大阪から上京。高校生のころに縁があった事務所に所属し、約2年間俳優とモデルとして活動、廃業。
2000年ごろ、知人らとロックンロール・バンド「THE CHUCK BEN PILEDER（ザ・チャック・ベン・パイルダー）」を結成。ギター・ボーカルを担当。2枚のアルバム、1枚のシングルをインディーズレコードレーベルからリリース。
2005年、バンド名を「SOULAVY（ソウラヴィ）」に変更。ストレートでモダンな楽曲と歌で新宿ロフト、渋谷CLUB CRAWL等、東京のライブハウスで活動。音楽事務所と契約後1枚のアルバムをリリース、その翌年解散。
2008年、タマガワショウウン名義で弾き語りの音楽活動開始。同時期、アートシンセスジャンボリーの舞台音楽やコミュニティ放送のジングルなど、楽曲提供の他、友人のお笑いタレントのライブの構成にも関わり始める。老舗ライブハウス「APIA40」が刊行する音楽情報誌「あたふた」誌上で2011年からコラム「雨のフォスフォレッセンス」を連載開始。著作家としての活動が本格的になり、横浜のWEBマガジン「はまれぽ.com」をはじめとするいくつかの編集部と契約。
2011年、著作家と弾き語り歌手として活動していた新宿歌舞伎町のサパークラブにて小屋ミュージシャンとして属し、ライブをしている際にオーナーから「話が面白い」とトークイベントの開催を提案され、その後企画・構成・出演するトークライブ「素敵小箱」を初開催。2016年1月現在まで31回を行った。多くのゲストが出演。吉本興業所属のお笑いタレント、女子アナウンサー、プロレスラー、大食いタレントなどの他、週刊誌に記事が掲載された直後のテレンス・リーを招き、事の真相を生で披露した。
2013年夏に神奈川県横浜市にある松陰高等学校みなとみらい学習センターにて講演する。フリーランスとして、個人として社会で活動することについての講演オファーが入ったため。同時期、秋葉原のアイドルグループ「アイドルファーム」の楽曲担当となり「Start over star」などを提供。その後グループのアドバイザーにも就任。伊勢佐木町のアイドルに取材した際、運営側がクドーを気に入り、音楽人ということを知り、新たなグループの組閣入りを持ちかけたため。
2014年、横浜に住居を移し、はまれぽ.comでの執筆、企画、YOUテレビの情報番組、テレビ神奈川の「RDY!横浜マラソン」「Ch.OPEN YOKOHAMA」に出演、エフエム戸塚の情報番組の準レギュラー・教養番組のゲスト出演、馬車道発横浜アイドル「ポニカロード」への楽曲提供、各放送メディアでの企画構成など、幅広く活動。ヒューマンアカデミーの講師として2014年春から1年間、同社渋谷校の教壇に立つ。科目は演技B。同時期、エフエム戸塚でレギュラー番組「あんちゃん・おっちゃん・エブリワン」が開始。同年秋に「あんちゃん・ねえちゃん・おつかれちゃん」と番組名を変更。2016年春からエフエム戸塚で新番組「横濱遊戯」が放送開始。

## 特徴・エピソード
ペンネームのクドー・シュンサクはドラマ「探偵物語」で主演の松田優作が演じた私立探偵、工藤俊作に由来。もう一つのジュリー・アンクルは新宿ゴールデン街の「くさんちっぺ」でバーテンダーとして働いている時、常連の中国人女性にジュリーと呼ばれたことから。作曲やラジオ出演の際はジュリーと名乗ることが多い。長身・長髪の風貌で話す関西弁トークが特徴。総合格闘技と落語が好きと公言。テレビ神奈川「Ch.OPEN YOKOHAMA」に出演した際、試食したパスタの味を総合格闘技に例えており、ラジオ番組のレギュラーでもよく落語の演目名で言葉遊びをする。
楽器はギターとブルースハープとドラムを得意とする。横浜市の関内・野毛・伊勢佐木町・福富町・黄金町界隈が好き。泳ぎが苦手、方向音痴、乗り物酔いがひどい、左右の視力が全く違う自身を「鮮やかに欠陥品です」とラジオで告白。少女時代のユナの大ファン。敬愛する著名人は松田優作、チバユウスケ、ボブ・ディラン。
初連載は25歳。東京在住の際に近所にあった小さなレンタルビデオ店情報誌の映画評。はまれぽ.comではマイナス60℃の冷凍庫に入る、秘密女装クラブで女装する、カルト宗教に潜入するなどの企画で名を広め名物著作家となる。ネットユーザーから「今の横浜に精通している」との評価から横浜観光大使に推薦されたこともあるが「偏りがあるから僕はやめたほうがいい」理由で断った。執筆した海上自衛隊の記事がYahoo!トップニュースに掲載。2014年にフジテレビ系列「めざましテレビアクア」内コーナー・鈴木ちなみの「ちなみ探偵事務所」にて自身が執筆した「外からまる見えのトイレ」の記事が取り上げられた。クドーの出演は写真のみ。
バンド時代を「たぶん黄金期」と言い、「裏渋谷で伝説のバンド」と言われていたことについては「たぶんウソ」と語るが、200-300人規模のワンマンライブは満員、リリース作品はタワーレコードでベスト10入りした。渋谷の老舗ライブハウスAPIA(現APIA40)で南正人の前座として弾き語りで出演。35歳の時に出演したラジオの教養番組で「音楽キャリアでの作曲は何曲くらいですか」と問われ「100曲斬り以上」と答えた。

## 主な仕事

### 執筆
- クラウド（著作家）
- はまれぽ.com（著作家）
- ソニー・インタラクティブエンタテインメント（著作家）
- はねぎ・しねまじゃーなる（映画評連載）
- 雨のフォスフォレッセンス（コラム連載）
- しょうちゃん君の空似（WEBコラム連載）
- MODERN TIMES（WEBコラム連載）
- ＠スピカ（コピーライター）
- 映画「涙そうそう」「虹の女神」（セールスコピー）
- Perfume「チョコレイト・ディスコ」（セールスコピー）

### 楽曲提供
- アイドルファーム
  - 「Overture」作曲
  - 「Start over star」作曲
  - 「ピュアニッシモ」作曲
  - （未発表）「フタリノウタ」作曲

- ポニカロード
  - 「夢の中でも」作曲

- ミゾブチリョウジ
  - 「運命とひとひねり」作詞・作曲

- アートシンセスジャンボリー
  - 「ムーンセットムーンライズ」作曲

### バンド作品
- THE CHUCK BEN PILEDER
  - ミニアルバム「ROYAL STRAIGHT FLASH」
  - フルアルバム「STAR`S BAR PSYCHEGIA」
  - シングル「星のディンダ/baby simone」

- SOULAVY
  - シングル「High&strange EP」
  - アルバム「ca-va-bonaroo」

### ラジオ
- ロックラッシュレディオ（アール・エフ・ラジオ日本） - ゲスト出演/2006年11月
  - 番組EDテーマに楽曲が使用される
- 午後のカフェテラス（調布エフエム） - ゲスト出演/2009年8月
- E-ne! ～good for you～（FMヨコハマ） - ゲスト出演/2011年5月
- エフエム戸塚
  - とつかevening station - 番組内コーナー準レギュラー、2013年5月 - 2014年4月
  - 教育の語り場 - ゲスト出演/2013年10月
  - あんちゃん・おっちゃん・エブリワン - 2015年4月 - 9月
  - あんちゃん・ねえちゃん・おつかれちゃん - 2015年10月 - 2016年3月
  - 横濱遊戯 2016年4月 -